# Comuna Hrîhoro-Brîhadîrivka, Kobeleakî
Hrîhoro-Brîhadîrivka (în ucraineană Григоро-Бригадирівка) este o comună în raionul Kobeleakî, regiunea Poltava, Ucraina, formată din satele Hrîhoro-Brîhadîrivka (reședința), Motrîne și Soloșîne.

## Demografie
Componența lingvistică a comunei Hrîhoro-Brîhadîrivka
     Ucraineană (96,35%)
     Rusă (2,97%)
     Alte limbi (0,61%)
Conform recensământului din 2001, majoritatea populației comunei Hrîhoro-Brîhadîrivka era vorbitoare de ucraineană (96,35%), existând în minoritate și vorbitori de rusă (2,97%).